# 熊本市立城西中学校
熊本市立城西中学校（くまもとしりつ じょうせいちゅうがっこう）は、熊本県熊本市西区小島下町にある公立中学校。
6・3制実施により設立された。中島村の熊本市への編入により熊本市立中学校となる。

## 沿革
- 1947年（昭和22年） - 飽託郡小島町・中島村・松尾村の3ヶ町村組合立城西中学校設立
- 1958年（昭和33年） - 中島村の熊本市編入により熊本市立城西中学校と改称

## 歴代校長
- 1947年（昭和22年） - 初代校長 小山秀雄
- 1951年（昭和26年） - 第2代校長 宮本昴
- 1956年（昭和31年） - 第3代校長 内田一市
- 1959年（昭和34年） - 第4代校長 古城秀雄
- 1963年（昭和38年） - 第5代校長 大橋登美雄
- 1967年（昭和42年） - 第6代校長 中上盛義
- 1969年（昭和44年） - 第7代校長 木原辰雄
- 1971年（昭和46年） - 第8代校長 城本辰記
- 1973年（昭和48年） - 第9代校長 兼田功
- 1977年（昭和52年） - 第10代校長 河野義男
- 1982年（昭和57年） - 第11代校長 八木孝
- 1986年（昭和61年） - 第12代校長 今村正晴
- 1989年（平成元年） - 第13代校長 松永俊一
- 1991年（平成3年） - 第14代校長 柴田寛
- 1994年（平成6年） - 第15代校長 岡田克之
- 1996年（平成8年） - 第16代校長 堀川治城
- 1998年（平成10年） - 第17代校長 白石和典
- 2001年（平成13年） - 第18代校長 坂井公一郎
- 2002年（平成14年） - 第19代校長 澤謙一郎
- 2007年（平成19年） - 第20代校長 上原明徳
- 2009年（平成21年） - 第21代校長 太田耕幸
- 2011年（平成23年） - 第22代校長 土田好次

## クラブ活動

### 運動部
- 野球部
- サッカー部
- 女子バレー部
- バスケット部
- 剣道部

### 文化部
- 吹奏楽部

## 著名な卒業生
- 福永圭子（指揮者）
- 大竹麻友（サッカー選手）

## 学校周辺
- 熊本市 西区役所
- 国道501号